# Tragocerus halmaturina
Tragocerus halmaturina là một loài bọ cánh cứng trong họ Cerambycidae.